# Kuwait Airways

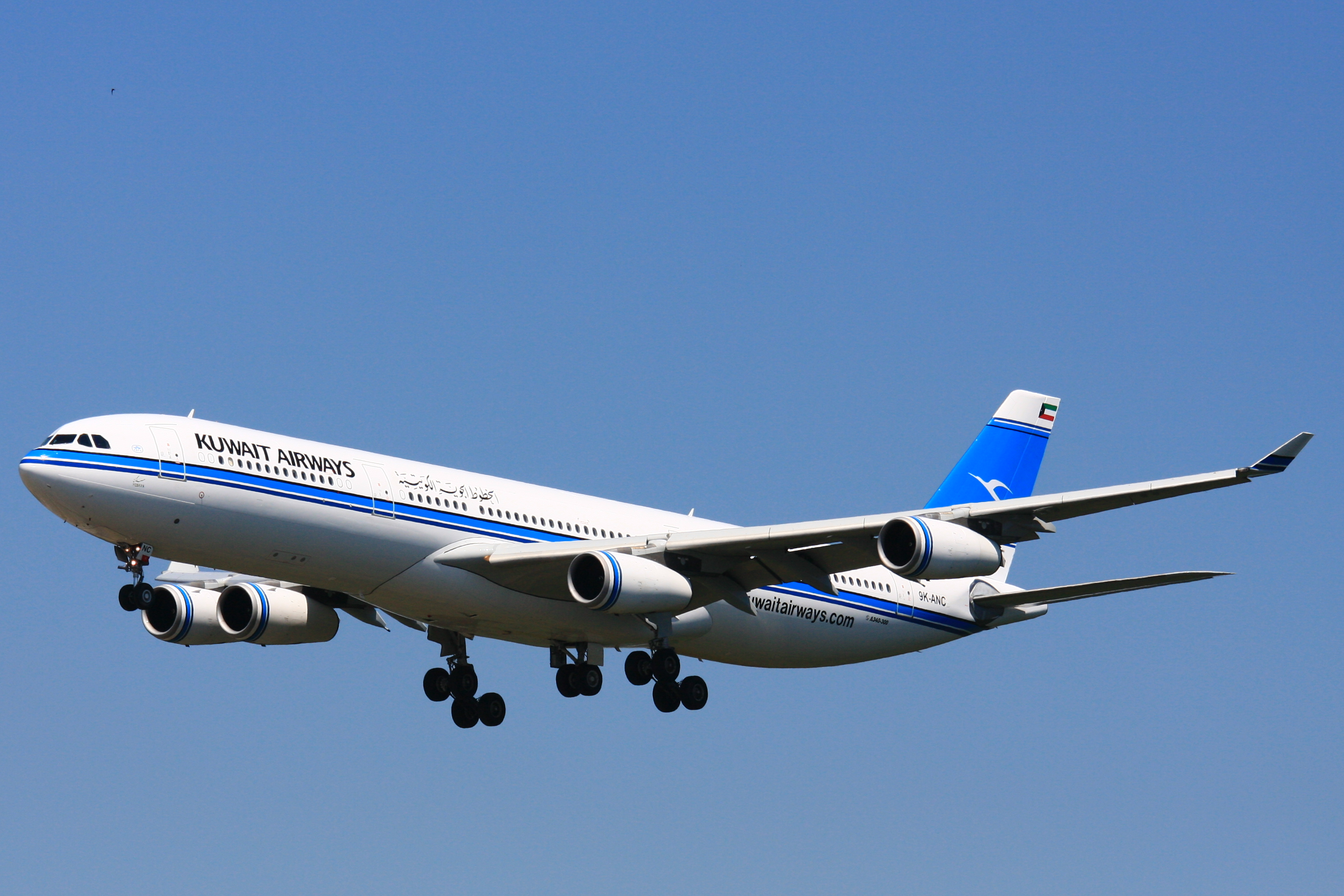
Kuwait Airways Airbus A340-300

Kuwait Airways (Arabisch: الخطوط الجوية الكويتية, al-ḫuṭūṭ al-ǧawwiyya al-kuwaitiyya) is de nationale luchtvaartmaatschappij van Koeweit en is geheel eigendom van de overheid. Het vliegt op bestemmingen in het Midden-Oosten, Europa, het Verre Oosten en Noord-Amerika. De basis is Kuwait International Airport in Koeweit-stad.

## Geschiedenis
De maatschappij is opgericht in 1953 als Kuwait National Airways met hulp van de BOAC, de eerste vlucht was op 16 maart 1954 onder de naam Kuwait National Airways. De maatschappij was vooral actief op regionale bestemmingen. In 1955 nam de Koeweitse regering een aandeel van 50% in de maatschappij. In 1959 nam Kuwait Airways de Engelse maatschappij British International Airlines over. In 1963 kwam de maatschappij geheel in handen van Koeweitse regering.
In 1952 kwam het eerste straalvliegtuig bij de vloot, een De Havilland Comet4. In de jaren zestig werd een reguliere dienst op Londen gestart. In 1968 kwamen er drie Boeing 707s bij de vloot en in 1978 de eerste Boeing 747-200's en in 1979 volgde een derde exemplaar. Diensten werden geopend op New York en Manilla. Begin jaren tachtig kwamen er naast de Boeing vliegtuigen ook toestellen van Airbus.
In de Golfoorlog van 1990-1991 leed de luchtvaartmaatschappij veel schade en 15 vliegtuigen werden in dit conflict vernietigd. Kuwait Airways moest bijna vanaf niets weer opstarten. In 2013 kreeg de luchtvaartmaatschappij nog een schadevergoeding van US$ 500 miljoen van Irak als tegemoetkoming in de schade.

## Vloot
De vloot van Kuwait Airways bestaat uit 33 toestellen (oktober 2022):
- 7 Airbus A320neo
- 7 Airbus A320-200CEO
- 5 Airbus A330-200
- 4 Airbus A330-800
- 10 Boeing 777-300ER

Afriqiyah Airways · Air Algérie · Air Arabia · Air Cairo · Air Djibouti · Badr Airlines · EgyptAir · Emirates · Etihad Airways · flyadeal · flyEgypt · flynas · Gulf Air · Iraqi Airways · Jordan Aviation · Kuwait Airways · Libyan Airlines · Mauritania Airlines ·Middle East Airlines · Nesma Airlines · Nile Air · Nouvelair · Oman Air · Qatar Airways · Riyadh Air · Royal Air Maroc · Royal Jordanian · Saudia · Sudan Airways · Syrian Air · Tarco Aviation · Tassili Airlines · Tunisair · Yemenia